# فرد نيكسون
فرد نيكسون (بالإنجليزية: Fred Nixon)‏ هو لاعب كرة قدم أمريكية أمريكي، ولد في 22 سبتمبر 1958 في كاميلا في الولايات المتحدة.

## وصلات خارجية
- فرد نيكسون على موقع مرجع كرة القدم المحترفة.كوم (الإنجليزية)